# Emoia nativitatis
Espèce
Synonymes
- Lygosoma nativitatis Boulenger, 1887

Statut de conservation UICN

 EX  : Éteint
Emoia nativitatis est une espèce éteinte de sauriens de la famille des Scincidae.

## Répartition
Cette espèce était endémique de l'île Christmas en Australie.
Elle a été déclarée éteinte par l'UICN en 2017, après qu'aucun spécimens n'ai pu être observé depuis 2010.

## Étymologie
Cette espèce est nommée en référence au lieu de sa découverte, l'île Christmas.

## Publication originale
- Boulenger, 1887 : Report on a zoological collection made by the officers of H.M.S. Flying Fish at Christmas Island, Indian Ocean. III Reptiles. Proceedings of the Zoological Society of London, vol. 1887, p. 516-517 (texte intégral).